# Обервенинген
Обервенинген (нем. Oberweningen) — коммуна в Швейцарии, в кантоне Цюрих.
Входит в состав округа Дильсдорф. Население составляет 1530 человек (на 31 декабря 2007 года). Официальный код — 0093.